# الاعتراف القانوني بالعلاقات المثلية في الهند
لا تعترف الهند بزواج المثليين أو الاتحادات المدنية. بالإضافة إلى ذلك، فإنها لا يملك قانون زواج موحد. لكل مواطن هندي الحق في اختيار القانون المدني الذي سينطبق عليهم بناءً على مجتمعهم أو دينهم. على الرغم من تشريع الزواج على المستوى الاتحادي، فإن وجود قوانين زواج متعددة يعقد المسألة. تغطي القوانين التالية قوانين الزواج في الهند:
- قانون الزواج المسيحي الهندي، 1872
- قانون الزواج الخاص، 1954
- قانون الزواج الهندوسي، 1955
- قانون الزواج والطلاق الفارسي، 1936
- قانون زواج أناند، 1909
- قانون تطبيق قانون الأحوال الشخصية الإسلامي (الشريعة)، 1937

لا يعرّف أي من قوانين الزواج المدونة هذه الزواج بوضوح بين الرجل والمرأة. كما أن هذه القوانين لا تحظر صراحة الاتحادات المثلية. ومع ذلك، فإن القوانين لها «أسس مغايرة» وتم تفسيرها على أنها لا تعترف بالاتحادات المثلية.
تعتبر ولاية غوا الولاية الهندية الوحيدة التي لديها قانون زواج موحد. كل مواطن ملزم بالقانون نفسه، بغض النظر عن دينه. ومع ذلك، فإن القانون المدني الموحد لغوا يعرف صراحة الزواج بأنه بين الأشخاص المغايرين.
في عام 2019، لا يزال مشروع قانون مدني موحد من شأنه تقنين زواج المثليين على مستوى البلاد مقترحا.

## تاريخ

القوانين المتعلقة بالمثلية الجنسية في آسيا
المثلية الجنسية قانونية
زواج المثليين
توفر شكل آخر من أشكال الاعتراف القانوني
مساكنة غير مسجلة
الاعتراف بزواج المثليين المنعقد في الخارج فقط، دون الاعتراف بعقده في الداخل
لا اعتراف
قيود على حرية التعبير
المثلية الجنسية غير قانونية
قانون لايتم تطبيقه، أو قانون غير واضح
عقوبة سجنية
السجن المؤبد
عقوبة الإعدام

منذ عام 1987، عندما نشرت الصحافة الوطنية قصة شرطيتين تزوجتا من بعضهن البعض بالطقوس الهندوسية في وسط الهند، أبلغت الصحافة عن العديد من حالات زواج المثليين، في جميع أنحاء البلاد، معظمها بين شابات من الطبقة المتوسطة الدنيا في البلدات الصغيرة والمناطق الريفية، الذين ليس لديهم أي اتصال مع أي حركة للمثليين. ردود الفعل الأسرية تتراوح من الدعم إلى الرفض إلى الاضطهاد العنيف. بينما تضايق الشرطة عمومًا مثل هؤلاء الأزواج، أيدت المحاكم الهندية بشكل موحد حقهم، كبالغين، في العيش مع من يرغبون. في السنوات الأخيرة، ظهر بعض هؤلاء الأزواج على شاشات التلفزيون أيضًا. كان هناك أيضًا العديد من حالات الانتحار المشتركة من قبل الأزواج والشركاء المثليين، معظمهم من الإناث (يلجأ الأزواج من الذكور أيضًا إلى الانتحار أو الهرب والزواج الديني عندما تعارض عائلاتهم اتحاداتهم).
في كتاب «الحب المثلي في الهند: قراءات من الأدب والتاريخ»، تحلل المؤلفة روث فانيتا العشرات من حالات الزواج والانتحار هذه التي حدثت خلال العقود الثلاثة الماضية، وتستكشف جوانبها القانونية والدينية والتاريخية. وهي تجادل بأن العديد من حالات الزواج هذه يمكن اعتبارها صالحة من الناحية القانونية، كما هو الحال بموجب قانون الزواج الهندوسي، 1955 أي زواج بين اثنين من الهندوس يتم وفقًا للعادات السائدة في مجتمع أحد الشريكين يكون صالحًا من الناحية القانونية. ليس هناك حاجة إلى ترخيص للزواج، ومعظم حالات زواج المغايرين الهندوسية في الهند اليوم تتم عن طريق طقوس دينية وحدها، دون ترخيص زواج ولا يتم تسجيلها في الولاية مطلقًا. لا يسعى معظم الأزواج إلى الحصول على اعتراف الدولة لأنه يمنح فوائد قليلة. يسعى معظم الأزواج إلى التحقق من مباركة الأسرة والمجتمع، وقد حصلت هذه الأزواج من الإناث في المناطق الريفية والبلدات الصغيرة على المباركة.
كانت هناك أيضًا شراكات مدنية رفيعة المستوى من المشاهير المثليين، مثل الاتحاد المدني للمصمم ويندل رودريكس مع شريكه الفرنسي جيروم ماريل، الذي تم إجراؤه بموجب القانون الفرنسي في غوا.
في ديسمبر 2017، أقام زوجان مثليان هندي-فيتنامي حفل زفاف في يافاتمال في ولاية ماهاراشترا، جنبًا إلى جنب مع العائلة والأصدقاء والمهنئين. في أبريل 2018، تزوجت زوجتان مثلياتان في حفل زفاف جماعي في مدينة أغرا، بعد أن ارتدى أحدهما زي رجل. ومع ذلك، اكتشف بعض أفراد الأسرة، وحثوهن على الانفصال. تدخلت الشرطة في وقت لاحق.

## جهود التقنين
تقليديا، تحدد الهند الاتحادات المثلية كمتلازمة الثقافة الغريبة وكاضطراب اجتماعي مرتبط بها. وبالتالي، تعمل منظمات المثليين على نهج تدريجي، مطلوب لمعالجة جميع مشاكل وحقوق المواطنين من مجتمع الميم في الهند. وكانت النقاط التي ركزت عليها هذه المجموعات في السابق هي إلغاء المادة 377 من قانون العقوبات الهندي وسن قوانين عدم التمييز. ومع ذلك، فإن منظمات حقوق المثليين متفائلة وتعمل على كسب الحق في زواج المثليين، مستوحاة من الدعم المالي والتقدم المحرز في العديد من البلدان الغربية. في أبريل 2014، ذكرت مدها باتكار عن حزب عام آدمي أن حزبها يدعم زواج المثليين.
منحت قضية واحدة الاعتراف القانوني لزواج المثليين من قبل المحكمة العليا في بنجاب وهاريانا في عام 2011.

### القانون المدني الموحد
في عام 2017، تم اقتراح مشروع قانون مدني موحد من شأنه تقنين زواج المثليين. بموجب القانون المقترح، يتم تعريف الزواج على أنه:
«الاتحاد القانوني على النحو المنصوص عليه في هذا القانون من رجل مع امرأة، رجل مع رجل آخر، امرأة مع امرأة أخرى، متحول جنسيًا مع متحول جنسيًا آخر أو متحول جنسيًا مع رجل أو امرأة».
يتم تعريف الشراكة بالمثل على أنها العيش المشترك بين رجل مع امرأة، أو رجل مع رجل آخر، أو امرأة مع امرأة أخرى، أو متحول جنسيًا مع متحول جنسيًا آخر، أو متحول جنسيًا مع رجل أو امرأة. كما ينص على أن أي شخصين كانا في شراكة لأكثر من عامين يتمتعان بنفس الحقوق والواجبات التي يتمتع بها الأزواج. كما يفرض تسجيل جميع حالات الزواج. بالإضافة إلى ذلك، ينص المسودة على أنه «يحق لجميع الأزواج والشركاء في شراكة تبني طفل. لا يجب أن يكون التوجه الجنسي للزوجين أو الشركاء عائقا أمام حقهم في التبني. سيكون للأزواج المغايرين نفس الحق في تبني طفل.» أخيرًا، ينص القانون على إلغاء جميع القوانين المتعلقة بالزواج في الهند (قانون الزواج الهندوسي وقانون الإرث الهندوسي، وقانون تطبيق الأحوال الشخصية للمسلمين، وقانون فسخ الزواج، وقانون الزواج والطلاق الفارسي، 1936، قانون تطبيق قانون الأحوال الشخصية الإسلامي)
تم تقديم المسودة إلى لجنة القانون الهندية. مسألة ما إذا كان ينبغي على الهند اعتماد قانون مدني موحد هي مسألة نقاش سياسي مستمر في الهند. يدعم ذلك حزب بهاراتيا جاناتا، في حين أن حزب المؤتمر الوطني الهندي ومجلس قانون الأحوال الشخصية للمسلمين في الهند يعارضونه.
بدأت اللجنة القانونية في التماس الآراء العامة والطلبات بشأن هذه القضية في 19 مارس 2018، ومددت في وقت لاحق الموعد النهائي للآراء حتى 6 مايو 2018. في أواخر مايو، بدأت اللجنة في البحث عن آراء الجماعات الدينية. تعارض الجماعات الإسلامية وجود قانون مدني موحد لأن مثل هذا القانون يحظر الطلاق الثلاثي، وتعدد الزوجات، ولن يستند إلى الشريعة، على عكس قانون الأحوال الشخصية الإسلامي الحالي، الذي يحكم المسلمين الهنود.

### أحكام المحكمة العليا 2018
في 5 فبراير 2018، قضت المحكمة العليا، في قضية تتعلق بمجالس الطبقات الاجتماعية التي تتدخل في حالات الزواج، أنه «لا يحق لأحد، فرديًا أو جماعيًا، التدخل في زواج بين شخصين بالغين متوافقين».
في مارس 2018، قضت المحكمة الهندية العليا، في قضية شاكتي فاهيني ضد اتحاد الهند، بأن للبالغين الحق الأساسي في الزواج من شخص يختارونه. وهكذا، يشعر نشطاء أن القراءة المشتركة للحكمي شاكتي فاهيني ونافتيج سينغ جوهر ضد اتحاد الهند، في سبتمبر 2018 الذي ألغى تجريم ممارسة الجنس بالتراضي في الخاص، يمكن أن تسفر عن الاعتراف بزواج المثليين في «قانون الزواج الخاص».
في 6 أيار/مايو 2018، قضت المحكمة العليا بأنه يمكن لامرأة من كيرالا تبلغ من العمر 20 عامًا، والتي تم إلغاء زواجها، اختيار من تريد أن تعيش معه. قضت المحكمة بأن «للزوجين البالغين الحق في العيش سويًا دون زواج»، ورأت أن القانون يعترف الآن بعلاقات المساكنة (المساكنة بين الشركاء غير المتزوجين).

### القضايا المعروضة على المحاكم
في عام 2019، حاولت امرأتان من هاميربور، من ولاية أوتار براديش، تزوجتا رمزيا، الحصول على الاعتراف على زواجهما في مكتب المسجل، والذي رفض ذلك مسيرا إلى الافتقار إلى الأحكام ذات الصلة. قال محامي الزوجتين، دايا شانكار تيواري، إنهما سيطعنان في قرار المسجل بعدم الاعتراف القانوني بالزواج.
في يوليو 2019، رفضت محكمة دلهي العليا الطعن القانوني الذي تقدم به تاجيندر سينغ لتعديل قانون الزواج الهندوسي، 1955 من أجل تشريع زواج المثليين. قضت المحكمة بأن زواج المثليين أمر يخص البرلمان الهندي وليس المحاكم.

## الرأي العام
هل يجب تشريع زواج المثليين؟ (2016)
وفقًا لاستطلاع أجرته مؤسسة إبسوس في عام 2015، فإن 29% من الهنود يؤيدون زواج المثليين، بينما يدعم 18% أشكالًا أخرى من أشكال الاعتراف القانوني بالعلاقات المثلية. من بين 23 دولة شملها الاستطلاع، كان
للهند خامس أدنى تأييد لزواج المثليين، أمام كوريا الجنوبية (27%) وتركيا (27%) وبولندا (21%) وروسيا (11%).
وفقًا لاستطلاع عام 2016 أجرته المؤسسة الدولية للمثليين والمثليات ومزدوجي التوجه الجنسي والمتحولين جنسيا وثنائيي الجنس، فإن 35% من الهنود يؤيدون تشريع زواج المثليين، بينما يعارضه 35% منهم ذلك. وجدت دراسة أجرتها مؤسسة فاركي أن دعم زواج المثليين كان أعلى بين الذين تتراوح أعمارهم بين 18-21 عامًا بنسبة 53%.
وجد استطلاع للرأي أجرته عام 2019 «حالة الأمة» أن 24% من الهنود يؤيدون زواج المثليين، بينما يعارضه 62% ولم يقرر 14%.
في عام 2019، وفقًا لاستطلاع شمل أكثر من 200,000 مستخدم لتطبيق المواعدة «أوك كيبوبيد»، قال 69% إن الوقت قد حان لتشريع زواج المثليين، وقال 24% إنهم يفكرون في هذه المشكلة، بينما كان 5% ضده.